# Страханович Олег Миколайович
Олег Миколайович Страханович (біл. Алег Мікалаевіч Страхановіч; нар. 13 жовтня 1979, Пінськ, Берестейська область, Білоруська РСР) — білоруський футболіст, півзахисник клубу «Кронон» (Стовбці). Входить до Клубу білоруських футбольних бомбардирів, які відзначилися 100 й більше голів на найвищому рівні, а також клубу імені Сергія Алейникова для білоруських футболістів, які зіграли 500 і більше офіційних матчів.

## Клубна кар'єра
Випускник пінської ДЮСШ, перший тренер — Владислав Левніков. Футбольну кар’єру розпочав у 1996 році в пінському «Комунальнику». Також виступав за «Динамо» (Берестя) — 1998—2001, БАТЕ — 2002—2004, «Тобол» (Костанай) — 2005. З серпня 2005 року — в МТЗ-РІПО. Чемпіон (2002) і дворазовий срібний (2003-2004) призер чемпіонату Білорусі у складі БАТЕ. МТЗ-РІПО здобув бронзу на чемпіонаті 2005 року. Грав у Литві. Згодом успішно грав у мінському «Динамо», гродненському «Німані», мозирській «Славії».
У лютому 2013 року перейшов до клубу Першої ліги «Смолевичі-СТІ», де тренером був Юрій Пунтус, з яким Страханович працював у БАТЕ та МТЗ-РІПА. У жовтні 2013 року, залишивши клуб «Смолевичі» Юрія Пунтуса, також покинув клуб.
У лютому 2014 року почав тренуватися в мозирській «Славії», невдовзі цю команду очолив Юрій Пунтус. У підсумку сезон 2014 році розпочав у складі мозирського клубу як граючий тренер. Допоміг клубу в сезоні 2014 року повернутися до Прем'єр-ліги. У сезоні 2015 року стабільно грав на позиції атакувального півзахисника. У січні 2016 року продовжив контракт з мозирянам. Сезон 2017 року розпочав на заміні, а згодом вийшов у стартовому складі. За підсумками сезону 2017 років «Славія» втратила місце в Прем'єр-лізі, а в грудні 2017 року стало відомо, що Страханович покинув клуб.
У березні 2018 року повідомлялося, що Олег може завершити кар'єру, однак у квітні півзахисник перейшов до клубу Другої ліги «Молодечно-ДЮСШ-4». Він допоміг молодечнінській команді вийти в Першу лігу в сезоні 2019 року.
У квітні 2020 року перейшов до «Остравця», а в серпні перебрався у стовбцівський «Кронан». Покинув команду наприкінці сезону 2020 року.

## Кар'єра в збірній
Виступав у молодіжній (2 матчі, 1 гол) та олімпійській (3 матчі) збірних Білорусі. У 2006-2008 роках грав за національну збірну Білорусі (15 матчів).

## Досягнення
- Білоруська футбольна вища ліга
  -  Чемпіон (1): 2002
  -  Срібний призер (3): 2003, 2004, 2009
  -  Бронзовий призер (2): 2005, 2008

- Кубок Білорусі
  -  Володар (1): 2007/08

- Прем'єр-ліга Казахстану
  -  Срібний призер (1): 2005

- А-ліга Литви
  -  Чемпіон (1): 2007

- Найкращий гравець чемпіонату Білорусі: 2006
- Найкращий півзахисник чемпіонату Білорусі (2): 2006, 2008
- Список 22 найкращих гравців чемпіонату Білорусі (5): 2001, 2003, 2004, 2006, 2008